# Tercera División de Chile 2008
El Torneo Nacional de la Tercera División de Chile corresponde al principal campeonato disputado en la Serie C del fútbol chileno, durante 2008. Participaron 38 equipos de todo el país, con jugadores nacionales menores de 23 años, razón por la cual el torneo, en todas sus ediciones, es conocido como Torneo Nacional Sub-23.
Participaron diversos clubes que anteriormente compitieron en el profesionalismo, incluido Deportivo Temuco, recién descendido en 2007. Debutaron Unión Bellavista y Unión Temuco. El torneo se jugó entre marzo y diciembre de 2008, en cinco fases, entregando un cupo de ascenso a Primera B, para el campeón, Naval de Talcahuano.

## Movimientos divisionales
| Pos | a Primera B de Chile 2008     |
| --- | ----------------------------- |
| 1º  | San Marcos de Arica (Campeón) |

| Pos | Aceptados en Tercera División de Chile 2008 |
| --- | ------------------------------------------- |
| -   | Unión Bellavista                            |
| -   | Unión Temuco                                |

| Pos | desde Primera B de Chile 2007 |
| --- | ----------------------------- |
| 11º | Deportes Temuco               |

| Pos     | a Asociación de Origen |
| ------- | ---------------------- |
| 8º (ZS) | Deportivo Arauco       |

| Pos       | Abandono de la Competencia.                               |
| --------- | --------------------------------------------------------- |
| -         | Municipal Limache (Retiro)                                |
| -         | Graneros Unido (Descalificado)                            |
| 8vos.     | Instituto Nacional (Disuelto)                             |
| 3º (ZCS)  | Colo Colo B (Filial) (Disuelto)                           |
| 6º (ZS)   | Deportes Concepción B (Filial) (Disuelto)                 |
| 5º (ZS)   | Huachipato B (Filial) (Disuelto)                          |
| 8º (ZCS)  | Hosanna (Disuelto)                                        |
| 14º (ZCS) | Deportivo Luis Musrri (Desafiliado por un año) (Disuelto) |

## Equipos participantes
| Equipo                                                             | Ciudad                     |
| ------------------------------------------------------------------ | -------------------------- |
| Barnechea                                                          | Lo Barnechea               |
| Cabildo AGC                                                        | Cabildo                    |
| Colchagua                                                          | San Fernando               |
| Corporación Municipal de Nuñoa                                     | Nuñoa                      |
| Deportes Cerro Navia                                               | Cerro Navia                |
| Deportes Ovalle                                                    | Ovalle                     |
| Deportes Quilicura                                                 | Quilicura                  |
| Deportes Santa Cruz                                                | Santa Cruz                 |
| Deportes Temuco                                                    | Temuco                     |
| Deportes Tocopilla                                                 | Tocopilla                  |
| Deportes Valdivia                                                  | Valdivia                   |
| Ferroviarios de Chile                                              | Estación Central           |
| General Velásquez                                                  | San Vicente de Tagua Tagua |
| Graneros Unido                                                     | Graneros                   |
| Iberia                                                             | Los Ángeles                |
| Juventud Puente Alto                                               | Puente Alto                |
| Linares Unido                                                      | Linares                    |
| Luis Matte Larraín                                                 | Puente Alto                |
| Magallanes                                                         | Maipú                      |
| Malleco Unido                                                      | Angol                      |
| Municipal Alto Hospicio                                            | Alto Hospicio              |
| Municipal Limache                                                  | Limache                    |
| Municipal Mejillones                                               | Mejillones                 |
| Archivo:600px Giallo e Bianco (Strisce).png Municipal Pozo Almonte | Pozo Almonte               |
| Naval                                                              | Talcahuano                 |
| Peñalolén                                                          | Peñalolén                  |
| Provincial Talagante                                               | Talagante                  |
| Provincial Temuco                                                  | Temuco                     |
| Pudahuel Barrancas                                                 | Pudahuel                   |
| Revisora Ormazábal                                                 | Antofagasta                |
| San Antonio Unido                                                  | San Antonio                |
| Trasandino                                                         | Los Andes                  |
| Unión Bellavista                                                   | Antofagasta                |
| Unión Quilpué                                                      | Quilpué                    |
| Unión Temuco                                                       | Temuco                     |
| Universidad Arturo Prat                                            | Iquique                    |
| Universidad Iberoamericana                                         | Santiago                   |
| Universidad de Tarapacá                                            | Arica                      |

## Aspectos generales

### La controversia por la profesionalización
A principios de 2008, el directorio completo de la Serie C presentó su renuncia indeclinable a la ANFA, por discrepancias con la dirigencia de la asociación. Se esgrimió como argumento que el nuevo marco regulatorio para los futbolistas chilenos (conocido como "Estatuto del Jugador") imponía la profesionalización total de la Tercera División, proyecto que fue rechazado por ANFA. Según la dirigencia saliente, era necesario profesionalizar definitivamente el torneo, transparentando los sueldos que algunas instituciones pagan, y que debían ser tributados. 
La propuesta de la directiva renunciada consistía en crear una Serie C constituida por los equipos con mejores condiciones económicas y deportivas, que efectivamente deseen competir por el ascenso, y reflotar para las instituciones que deseen participar y no tengan los medios suficientes como para pelear por el campeonato.
Asimismo, algunos clubes habían presentado a la ANFP a principios de año, un proyecto de organización de una Primera C profesional, con idéntica filosofía. El proyecto fue bien recibido por la directiva del fútbol profesional, aunque diversos factores impidieron su materialización durante 2008. Entre ellos, influyó la férrea oposición de los equipos de la Zona Norte, marginados por razones de distancia geográfica; las dificultades intrínsecas del proceso de formación de sociedades anónimas, especialmente para los clubes con menos recursos económicos, y la extrema rapidez con que pensaba llevarse a cabo la transformación. Esto llevó a la conformación de cuatro grupos de disímiles características para el Torneo 2008: en uno, se incluyen los 14 equipos que formarían la categoría profesional, mientras que otro acoge a los ocho equipos del norte del país. Los Grupos 2 y 3 incluyen equipos de la zona central, que no tienen posibilidades inmediatas de profesionalizarse.
En la filosofía del nuevo directorio está la paulatina transformación del campeonato en un torneo profesional, en miras a materializarse durante 2009.

### Modalidad
Se juega un campeonato que pretende entregar el tránsito a la nueva etapa de la Tercera División, a comenzar en 2009. El campeonato clasificará a 16 equipos para integrar la categoría superior ("Tercera A") en 2009, mientras que otros 14 deberían jugar la "Tercera B".
El detalle de las bases se encuentra en el sitio oficial de la Tercera División. Algunos detalles se resumen a continuación:
- Los 38 equipos juegan divididos en 4 grupos, en una Primera Fase. 
  - El primer grupo (Grupo 1) reúne a los 14 equipos con mayor capacidad económica, que originalmente iban a formar parte de la promocionada "Tercera A". Los equipos se enfrentan entre sí, todos contra todos, en partidos de ida y vuelta, en dos ruedas.
  - Los Grupos 2 y 3 (de 8 equipos cada uno), cuentan con los equipos de la zona central (entre la V y la VI Regiones) que podrían haber constituido la "Tercera B", mientras que el Grupo 4 (de 8 equipos), está constituido por equipos de la Zona Norte (XV, I y II Regiones), que originalmente iban a ser excluidos del nuevo esquema. En estas zonas los equipos se enfrentan entre sí, todos contra todos, en partidos de ida y vuelta, en tres ruedas.
- A la segunda etapa clasificarán 16 equipos, compuestos de la siguiente forma: 
  - Los 8 primeros clasificados del Grupo 1
  - Los 3 primeros clasificados del Grupo 2
  - Los 3 primeros clasificados del Grupo 3
  - Los 2 primeros clasificados del Grupo 4
- En la Segunda Fase, se sortearán 8 parejas de equipos, que se eliminarán de manera directa, en partidos de ida y vuelta, para determinar 8 clasificados a una Liguilla Final.
- En la Liguilla Final, se enfrentarían los clasificados de la Segunda Fase, todos contra todos, en partidos de ida y vuelta, en dos ruedas, ascendiendo a Segunda el ganador de esta Liguilla.
- Los equipos que resulten eliminados en los emparejamientos de la Segunda Fase (perdedores de los partidos de clasificación), conformarán un grupo único de 8 equipos, denominado Grupo 5, jugando entre sí todos contra todos y en dos ruedas, por la obtención de 4 cupos para la "Tercera A" en 2009. Los cuatro últimos lugares de este grupo integrarán la "Tercera B".
- Los equipos que no hayan logrado clasificar a la Segunda Fase, jugarán torneos grupales de repechaje, en los que estarán en disputa 4 cupos adicionales para la "Tercera A" (totalizando 16 equipos), aunque las bases no aclaran plenamente el formato de juego de este campeonato. Sin embargo, se pretende que 10 equipos adicionales clasifiquen a "Tercera B" en 2009 y que los últimos 8 equipos de la categoría desciendan a su asociación de origen.

De esta manera, para 2009 deberían conformarse dos categorías:
- Tercera A (16 equipos):
  - Los 8 clasificados a la Liguilla Final, exceptuando a su campeón,
  - El equipo descendido durante 2008 desde  Primera B ,
  - Los 4 clasificados del Grupo 5, y
  - Los 4 clasificados de los torneos grupales de repechaje.
- Tercera B (14 equipos en un principio, pero por razones geográficas podría aumentar más equipos):
  - Los 4 últimos equipos del Grupo 5,
  - 10 equipos adicionales, surgidos de los torneos grupales de repechaje,
  - Debido al eventual aumento de equipos, los que han postulado y hayan sido aceptados para participar.

Se pretende eliminar de la competencia a 8 equipos a final de temporada.

## Desarrollo
En las tablas de partidos, el equipo que oficia de local corresponde a aquel ubicado a la izquierda de la tabla. Los partidos en amarillo debieron haberse jugado tras la fecha de actualización de las tablas, pero debieron ser suspendidos y reprogramados.
Los equipos marcados con amarillo clasifican a la segunda fase.
Actualización: 4 de septiembre de 2008

### Primera fase
La primera fase del Torneo de Tercera División 2008 determinó a los equipos clasificados a Segunda Fase (eliminación directa para jugar el ascenso) y a aquellos que deberán jugar los Torneos Grupales de Permanencia:

#### Clasificados a segunda fase
| Grupo 1 | Grupo 2                                       | Grupo 3                                              | Grupo 4                                |
| - Colchagua - Naval - Deportes Valdivia - Deportes Ovalle - Deportes Temuco - Iberia - Unión Temuco - Magallanes | - Ferroviarios - Barnechea - Juv. Puente Alto | - Provincial Talagante - Cabildo AGC - Unión Quilpué | - Univ. Arturo Prat - Unión Bellavista |
| --- | --------------------------------------------- | ---------------------------------------------------- | -------------------------------------- |

#### Clasificados a liguillas de permanencia
| Grupo 1 | Grupo 2                                                                            | Grupo 3                                                                     | Grupo 4 |
| - Trasandino - Linares Unido - Deportes Santa Cruz - Malleco Unido - Provincial Temuco - General Velásquez | - Univ. Iberoamericana - Corp. Municipal de Ñuñoa - Peñalolén - Luis Matte Larraín | - Deportes Quilicura - San Antonio Unido - Pudahuel Barrancas - Cerro Navia | - Revisora Ormazábal - Municipal Pozo Almonte - Municipal Alto Hospicio - Municipal Mejillones - Deportes Tocopilla - Univ. de Tarapacá |
| --- | ---------------------------------------------------------------------------------- | --------------------------------------------------------------------------- | --- |

* Nota: Graneros Unido fue descalificado de la competencia por no presentación en los últimos dos partidos de la Primera Fase. Descendió a su asociación de origen. Municipal Limache también fue descalificado de la competencia.

### Segunda fase
Los 16 equipos clasificados a Segunda fase se enfrentan entre sí, en partidos de ida y vuelta. Los ocho ganadores de estos enfrentamientos juegan en el Grupo Ascenso de la Tercera fase, por el título de la Serie C y el ascenso a Primera B. Los ocho derrotados conformarán el Grupo 5 de las Liguillas de permanencia.
| Fecha Ida | Hora Ida | Fecha Vuelta | Hora Vuelta | Equipo local    | Equipo visitante  | Ida | Vuelta    | Global |
| --------- | -------- | ------------ | ----------- | --------------- | ----------------- | --- | --------- | ------ |
| 21-09     | 15:30    | 27-09        | 22:00       | Iberia          | Univ. Arturo Prat | 2-0 | 4-1       | 6-1    |
| 21-09     | 16:00    | 27-09        | 18:00       | Magallanes (p)  | Prov. Talagante   | 1-0 | 2-3 (4-2) | 3-3    |
| 20-09     | 12:00    | 28-09        | 16:00       | Unión Temuco    | Cabildo AGC       | 2-2 | 3-2       | 5-4    |
| 21-09     | 15:30    | 26-09        | 12:00       | Deportes Temuco | Unión Quilpué     | 3-0 | 2-1       | 5-1    |
| 21-09     | 16:00    | 28-09        | 16:00       | Juv.Puente Alto | Dep.Valdivia      | 3-2 | 0-3       | 3-5    |
| 20-09     | 15:30    | 28-09        | 12:00       | Naval           | Unión Bellavista  | 4-1 | 2-1       | 6-2    |
| 20-09     | 19:00    | 27-09        | 20:00       | Ferroviarios    | Deportes Ovalle   | 2-2 | 0-4       | 2-6    |
| 20-09     | 16:00    | 27-09        | 15:30       | Colchagua       | Barnechea         | 0-0 | 3-1       | 3-1    |

### Tercera fase
La Tercera fase del torneo se disputó a partir de octubre de 2008 y Hasta diciembre de 2008, en dos frentes:
- Un grupo de ascenso, donde los ocho ganadores de la fase anterior jugarán por el título y el ascenso a Primera B y
- Seis liguillas de permanencia, donde los restantes participantes deberán disputar cupos en el futuro torneo de Tercera A de 2009, e intentarán evitar su descenso a Tercera B.

#### Grupo de ascenso

##### Resultados
| Local \ Visita    | CCD | DOV | DTM | IBER | MG  | NVL | UTM | DVA |
| ----------------- | --- | --- | --- | ---- | --- | --- | --- | --- |
| Colchagua         |     | 4-2 | 3-2 | 2-3  | 2-1 | 3-1 | 0-1 | 1-0 |
| Deportes Ovalle   | 1-1 |     | 2-1 | 0-1  | 2-1 | 2-1 | 0-3 | 1-0 |
| Deportes Temuco   | 1-0 | 3-1 |     | 3-1  | 2-1 | 1-0 | 2-3 | 2-2 |
| Iberia            | 2-1 | 2-3 | 1-1 |      | 3-0 | 1-1 | 1-2 | 2-1 |
| Magallanes        | 2-0 | 1-1 | 2-3 | 1-0  |     | 1-1 | 2-1 | 2-0 |
| Naval             | 1-0 | 2-0 | 1-1 | 2-1  | 1-0 |     | 3-1 | 5-1 |
| Unión Temuco      | 1-2 | 2-1 | 0-1 | 1-1  | 2-3 | 1-1 |     | 2-3 |
| Deportes Valdivia | 3-2 | 4-0 | 3-2 | 0-0  | 1-1 | 0-1 | 1-2 |     |

##### Tabla
| Pos | Equipo            | Pts | PJ | PG | PE | PP | GF | GC | DIFG |
| --- | ----------------- | --- | -- | -- | -- | -- | -- | -- | ---- |
| 1   | Naval             | 25  | 14 | 7  | 4  | 3  | 21 | 13 | 8    |
| 2   | Deportes Temuco   | 24  | 14 | 7  | 3  | 4  | 25 | 20 | 5    |
| 3   | Unión Temuco      | 20  | 14 | 6  | 2  | 6  | 22 | 21 | 1    |
| 4   | Iberia            | 19  | 14 | 5  | 4  | 5  | 19 | 18 | 1    |
| 5   | Colchagua         | 19  | 14 | 6  | 1  | 7  | 21 | 21 | 0    |
| 6   | Magallanes        | 18  | 14 | 5  | 3  | 6  | 18 | 19 | -1   |
| 7   | Deportes Ovalle   | 17  | 14 | 5  | 2  | 7  | 16 | 26 | -10  |
| 8   | Deportes Valdivia | 15  | 14 | 4  | 3  | 7  | 19 | 23 | -4   |

|  | Asciende a Primera B |

#### Liguilla 1 de permanencia

##### Resultados
| Local \ Visita      | SC  | GV  | LIN | MCO | PTM | TRA |
| ------------------- | --- | --- | --- | --- | --- | --- |
| Deportes Santa Cruz |     | 1-1 | 1-0 | 5-0 | 3-1 | 3-1 |
| General Velásquez   | 4-3 |     | 2-2 | 5-2 | 3-2 | 0-0 |
| Linares Unido       | 2-3 | 1-0 |     | 1-0 | 1-3 | 0-1 |
| Malleco Unido       | 2-1 | 2-3 | 1-0 |     | 0-1 | 1-3 |
| Provincial Temuco   | 3-2 | 2-2 | 0-1 | 2-3 |     | 0-2 |
| Trasandino          | 2-0 | 2-1 | 1-0 | 2-0 | 5-2 |     |

##### Tabla
| Pos | Equipo              | Pts | PJ | PG | PE | PP | GF | GC | DIFG |
| --- | ------------------- | --- | -- | -- | -- | -- | -- | -- | ---- |
| 1   | Trasandino          | 25  | 10 | 8  | 1  | 1  | 19 | 7  | 12   |
| 2   | Deportes Santa Cruz | 16  | 10 | 5  | 1  | 4  | 22 | 16 | 6    |
| 3   | General Velásquez   | 16  | 10 | 4  | 4  | 2  | 21 | 17 | 4    |
| 4   | Linares Unido       | 10  | 10 | 3  | 1  | 6  | 8  | 12 | -4   |
| 5   | Provincial Temuco   | 10  | 10 | 3  | 1  | 6  | 16 | 22 | -6   |
| 6   | Malleco Unido       | 9   | 10 | 3  | 0  | 7  | 11 | 23 | -12  |

#### Liguilla 2 de permanencia

##### Resultados
| Local \ Visita      | LML | CÑUÑ | PÑL | UNIB |
| ------------------- | --- | ---- | --- | ---- |
| Luis Matte Larraín  |     | 2-0  | 1-3 | 0-2  |
| Ñuñoa               | 0-1 |      | 1-4 |      |
| Peñalolén           | 2-1 | 2-0  |     | 2-0  |
| Univ.Iberoamericana | 2-2 | 3-0  | 1-1 |      |

##### Tabla
| Pos | Equipo                         | Pts | PJ | PG | PE | PP | GF | GC | DIF |
| --- | ------------------------------ | --- | -- | -- | -- | -- | -- | -- | --- |
| 1   | Peñalolén                      | 16  | 6  | 5  | 1  | 0  | 14 | 4  | 10  |
| 2   | Universidad Iberoamericana     | 8   | 5  | 2  | 2  | 1  | 8  | 5  | 3   |
| 3   | Luis Matte Larraín             | 7   | 6  | 2  | 1  | 3  | 7  | 9  | -2  |
| 4   | Corporación Municipal de Ñuñoa | 0   | 5  | 0  | 0  | 5  | 1  | 12 | -11 |

#### Liguilla 3 de permanencia

##### Resultados
| Local \ Visita     | CRN | DQUI | PUD | SAU |
| ------------------ | --- | ---- | --- | --- |
| Cerro Navia        |     | 3-6  | 1-1 | 2-3 |
| Deportes Quilicura | 3-3 |      | 0-1 | 2-2 |
| Pudahuel Barrancas | 3-0 | 1-0  |     | 0-0 |
| San Antonio Unido  | 3-0 | 2-1  | 3-1 |     |

##### Tabla
| Pos | Equipo             | Pts | PJ | PG | PE | PP | GF | GC | DIF |
| --- | ------------------ | --- | -- | -- | -- | -- | -- | -- | --- |
| 1   | San Antonio Unido  | 13  | 6  | 4  | 2  | 0  | 13 | 6  | 7   |
| 2   | Pudahuel Barrancas | 11  | 6  | 3  | 2  | 1  | 7  | 4  | 3   |
| 3   | Deportes Quilicura | 5   | 6  | 1  | 2  | 3  | 12 | 12 | 0   |
| 4   | Cerro Navia        | 2   | 6  | 0  | 2  | 4  | 9  | 19 | -10 |

#### Liguilla 4 de permanencia

##### Resultados
| Local \ Visita          | MAH | MMEJ | MPA | DORM | DTCP | UTAR |
| ----------------------- | --- | ---- | --- | ---- | ---- | ---- |
| Municipal Alto Hospicio |     | 0-3  | 0-2 | 2-5  | 5-2  | 1-0  |
| Municipal Mejillones    | 2-1 |      | 2-1 | 1-0  | 1-1  | 6-1  |
| Municipal Pozo Almonte  | 2-2 | 1-2  |     | 1-0  | 2-1  | 3-0  |
| Revisora Ormazábal      | 1-0 | 0-0  | 2-2 |      | 7-1  | 8-0  |
| Deportes Tocopilla      | 3-0 | 1-1  | 1-1 | 1-1  |      | 5-1  |
| Universidad de Tarapacá | 1-3 | 2-1  | 0-2 | 1-5  | 0-2  |      |

##### Tabla
| Pos | Equipo                  | Pts | PJ | PG | PE | PP | GF | GC | DIF |
| --- | ----------------------- | --- | -- | -- | -- | -- | -- | -- | --- |
| 1   | Municipal Mejillones    | 21  | 10 | 6  | 3  | 1  | 19 | 8  | 11  |
| 2   | Revisora Ormazábal      | 18  | 10 | 5  | 3  | 2  | 29 | 9  | 20  |
| 3   | Municipal Pozo Almonte  | 18  | 10 | 5  | 3  | 2  | 17 | 10 | 7   |
| 4   | Deportes Tocopilla      | 13  | 10 | 3  | 4  | 3  | 18 | 19 | -1  |
| 5   | Municipal Alto Hospicio | 10  | 10 | 3  | 1  | 6  | 14 | 21 | -7  |
| 6   | Universidad de Tarapacá | 3   | 10 | 1  | 0  | 9  | 6  | 36 | -31 |

#### Liguilla 5 de permanencia

##### Resultados
| Local \ Visita       | BRN | CBL | FRR | JPA | TLG | UQUIL |
| -------------------- | --- | --- | --- | --- | --- | ----- |
| Barnechea            |     | 0-2 | 4-1 | 0-2 | 1-1 | 2-1   |
| Cabildo AGC          | 1-3 |     | 3-3 | 3-2 | 1-1 | 1-2   |
| Ferroviarios         | 1-2 | 1-4 |     | 3-2 | 0-1 | 0-3   |
| Juventud Puente Alto | 1-1 | 2-3 | 0-1 |     | 2-1 | 2-2   |
| Provincial Talagante | 1-3 | 0-3 | 1-1 | 4-2 |     | 2-1   |
| Unión Quilpué        | 3-2 | 5-1 | 4-1 | 3-5 | 0-0 |       |

##### Tabla
| Pos | Equipo               | Pts | PJ | PG | PE | PP | GF | GC | DIFG |
| --- | -------------------- | --- | -- | -- | -- | -- | -- | -- | ---- |
| 1   | Unión Quilpué        | 17  | 10 | 5  | 2  | 3  | 23 | 16 | 7    |
| 2   | Barnechea            | 17  | 10 | 5  | 2  | 3  | 18 | 14 | 4    |
| 3   | Cabildo AGC          | 17  | 10 | 5  | 2  | 3  | 22 | 19 | 3    |
| 4   | Provincial Talagante | 13  | 10 | 3  | 4  | 3  | 12 | 14 | -2   |
| 5   | Juventud Puente Alto | 11  | 10 | 3  | 2  | 5  | 20 | 20 | 0    |
| 6   | Ferroviarios         | 8   | 10 | 2  | 2  | 6  | 12 | 24 | -12  |

#### Liguilla 5 de permanencia Norte

##### Resultados
| Equipo local     | Equipo visitante  | Ida | Vuelta | Global |
| ---------------- | ----------------- | --- | ------ | ------ |
| Unión Bellavista | Univ. Arturo Prat | 2-4 | 0-2    | 2-6    |

|  | Jugará en Tercera A         |
|  | Jugará En Tercera B         |
|  | Vuelve a su Asoc. de Origen |

## Finales
Los encuentros de la última fecha de la liguilla de ascenso en los que estaban involucrados los punteros en ese momento, Deportes Temuco 24 ptos (+6) y Naval 24 ptos (+8), ambos en condición de visitante, fueron jugados de manera simultánea y transmitidos por televisión a través de CDF (la señal Premium transmitió el partido de Colchagua versus Deportes Temuco, mientras la señal Básica transmitió Naval versus Magallanes y, por ende, la celebración del título de los choreros). Los últimos minutos de los 2 partidos jugándose en paralelo, fueron electrizantes y dramáticos, Temuco igualaba a 2 tantos en San Fernando y Naval caía por la cuenta mínima en Maipú, por lo que con ese resultado ascendía el equipo de la novena región, hasta que en el minuto 89 se cobra penal para Naval. Posteriormente cuando el jugador Jhon Munizaga se preparaba para tirar el penal, y darle el título a los choreros por diferencia de goles, colchagua anota el 3-2 y con eso Naval ya era el campeón, sin importar el destino del lanzamiento penal. Munizaga sin saber del gol de colchagua anotó y desató la fiesta en todo Talcahuano y en los 3 mil hinchas choreros que estaban en el estadio Santiago Bueras.
| 21 de diciembre de 2008, 17:00 | Magallanes | 1:1 (0:0) | Naval                 | Estadio Santiago Bueras, Maipú                                  |                                                                 |
|                                | Ojeda 69'  |           | Munizaga 90+1' (pen.) | Asistencia: 4.500 espectadores Árbitro(s): Juan Becerra (Chile) | Asistencia: 4.500 espectadores Árbitro(s): Juan Becerra (Chile) |

| 21 de diciembre de 2008, 17:00 | Colchagua                    | 3:2 (2:1) | Deportes Temuco                | Jorge Silva Valenzuela, San Fernando                            |                                                                 |
|                                | Cárdenas 12' 44' · Román 89' |           | Prelle 43' (a.g.) · Olivera 65 | Asistencia: 1.800 espectadores Árbitro(s): Jaime Urbina (Chile) | Asistencia: 1.800 espectadores Árbitro(s): Jaime Urbina (Chile) |

| Campeón Naval Asciende a Primera B |